# 吉马朗伊斯 (巴西)
吉马朗伊斯是巴西马拉尼昂州的一个市镇。总面积598.796平方公里，总人口12266人，人口密度20.5人/平方公里。